# Johannes Bech Dalsgaard
Johannes Bech Dalsgaard (Født 1. august 1990) er en midtjysk digter og poetry slammer med tilknytning til Århus og Horsens. I 2008 blev han nummer 2 i DM i Poetry slam og nummer 1 i Århus Open Poetry Slam. Tillige optræder han med spoken word gruppen BundSlatten som "fortaler". I 2008 dannede han i samarbejde med Mikkel Lodahl og Maria Dønvang digtergruppen Hybris avler Nemesis.

## Eksterne links
- Johannes Bech Dalsgaards hjemmeside (Webside ikke længere tilgængelig)